# أوهايو
أوهايو (بالإنجليزية: Ohio)‏ هي ولاية في منطقة غرب الوسط ومنطقة البحيرات الكبرى في الولايات المتحدة. ترتيب أوهايو هو الرابع والثلاثين من حيث المساحة والسابع من حيث عدد السكان، والعاشرة من حيث الكثافة السكانية بين الولايات الأمريكية الخمسين. عاصمة الولاية هي كولومبوس وأكبر مدينة فيها.
أخذت الولاية اسمها من نهر أوهايو. وأتى الاسم من لغة الإيروكوا «أوهي-يو»، وتعني «النهر العظيم» أو «الخور الكبير». وتم تقسيمها من الإقليم الشمالي الغربي، أدخلت كولاية في الاتحاد ليكون ترتيبها السابع عشر (والأول بموجب قانون الشمال الغربي) في 1 مارس 1803. تعرف أوهايو تاريخيا باسم «ولاية باكاي» (بالإنجليزية: Buckeye State)‏ على أشجار كستناء الحصان في أوهايو، كما يعرف أهل أوهايو باسم «باكايز».
وتتألف حكومة ولاية أوهايو من السلطة التنفيذية بقيادة الحاكم؛ السلطة التشريعية التي تضم جمعية أوهايو العمومية؛ والسلطة القضائية التي تقودها محكمة الولاية العليا. تحتل أوهايو 16 مقعدا في مجلس النواب الأمريكي. وتعرف أوهايو بمكانتها كولاية متأرجحة  ومتزعمة  في الانتخابات الوطنية. وقد انتخب ستة من أهل الولاية في منصب رئيس الولايات المتحدة.
شعار هذه الولاية هو : with God all things will be possible وتعني مع الله، كل شيء ممكن أن يتحقق.
عدد السكان في الولاية 11,353,140 نسمة في إحصاءات عام 2000.

## تاريخيًا

### استيطان السكان الأصليين
تشير الأدلة الأثرية (مثل رؤوس الرماح من نوعَي فولسوم وكلوفيس) إلى أن وادي أوهايو كان مأهولًا بالبدو الرحل منذ 13000 عامًا قبل الميلاد. اختفى هؤلاء البدو الأوائل من ولاية أوهايو بحلول عام 1000 قبل الميلاد. ظهرت ثقافة أدينا التي استقرت بين 1000 و 800 قبل الميلاد. أنشأت حضارة أدنا قرى «شبه دائمة»؛ وذلك لأنها بدأت بتدجين النباتات، بما في ذلك عباد الشمس والقرع وربما الذرة حتى، وبذلك أدت الزراعة والصيد إلى تطور قرى أكثر استقرارًا وتعقيدًا. وأبرز ما تبقى من ثقافة أدينا هو منطقة تل الثعبان العظيم، الواقع في مقاطعة آدامز، أوهايو.
حوالي عام 100 قبل الميلاد، تطورت قبيلة أدينا إلى شعب هوبويل، الذين كانوا أيضًا من بناة التلال، إذ لا تزال آثار أعمال الحفر المعقدة والكبيرة والمتطورة تقنيًا موجودة في تلال ماريتا ونيوارك وسيركلفيل الحديثة. وشكلت القبيلة أيضًا مجتمعًا تجاريًا غزير الإنتاج، وامتدت شبكتهم التجارية إلى ثلث القارة. اختفت ثقافة هوبويل من وادي أوهايو حوالي عام 600 بعد الميلاد. ازدهرت ثقافة المسيسيبي مع تراجع ثقافة هوبويل. يدعي العديد من الشعوب الناطقة باللغة السيوانية من السهول والساحل الشرقي أنهم أسلاف سكان المنطقة الأصليين ويقولون إنهم عاشوا في جميع أنحاء منطقة أوهايو حتى القرن الثالث عشر تقريبًا.
كان هناك ثلاث ثقافات أخرى معاصرة لثقافة المسيسيبي: شعب الحصن القديم، وثقافة ويتليسي، وثقافة مونونجاهيلا. اختفى الثلاثة جميعًا في القرن السابع عشر، وأصولهم غير معروفة. ربما اندمج آل شاوني مع شعب الحصن القديم. ويُعتقد أيضًا أن قبيلة مونونجاهيلا لم تكن تمتلك أي أرض في ولاية أوهايو خلال عصر الاستيطان. كانت ثقافة المسيسيبي قريبة من شعب الحصن القديم وتشكلت بينهما تبادلات على نطاق واسع.
تأثر الهنود في وادي أوهايو بشكل كبير بالتكتيكات العدوانية للايروكواس، المتمركز في وسط وغرب نيويورك. بعد حروب القندس في منتصف القرن السابع عشر، استولى الايروكواس على جزء كبير من ولاية أوهايو كأرض للصيد (القندس بشكل أساسي). بعد الدمار الذي خلفته الأوبئة والحرب في منتصف القرن السابع عشر، والذي أدى إلى إفراغ ولاية أوهايو إلى حد كبير من السكان الأصليين بحلول منتصف القرن السابع عشر وأواخره، أصبحت الأرض مأهولة بالتدريج من قبل معظم سكان ألغونكويان. كانت العديد من دول ولاية أوهايو هذه مجتمعات متعددة الأعراق (أحيانًا متعددة اللغات) ولدت من الدمار السابق الناجم عن المرض والحرب وعدم الاستقرار الاجتماعي. كانوا يعيشون على الزراعة (الذرة، عباد الشمس، الفاصوليا) بالإضافة إلى الصيد الموسمي. وبحلول القرن الثامن عشر، أصبحوا جزءًا من اقتصاد عالمي أكبر نتج عن التدخل الأوروبي في تجارة الفراء.
تشمل بعض الشعوب الأصلية التي سكنت ولاية أوهايو تاريخيًا الإيروكوا، والألغونكويان، وسيوان. كانت ولاية أوهايو أيضًا موقعًا للمذابح الهندية، مثل مذبحة الغدير الأصفر ومذبحة جنادينهيتن. غادرت معظم القبائل الأصلية ولاية أوهايو أو اضطرت للعيش في محميات محدودة فقط بعد حرب عام 1812، عندما عانى السكان الأصليون من خسائر فادحة مثلما حدث في تيبيكانوي. بحلول عام 1842، أُجبر جميع السكان الأصليين المتبقين على الخروج من الولاية.

### العصور الاستعمارية والثورية
خلال القرن الثامن عشر، أنشأ الفرنسيون نظامًا من المراكز التجارية للسيطرة على تجارة الفراء في المنطقة. ابتداءً من عام 1754، قاتلت مملكة فرنسا ومملكة بريطانيا العظمى في الحرب الفرنسية والهندية، مع قبائل أمريكية أصلية مختلفة على كل جانب. نتيجة لمعاهدة باريس، تنازل الفرنسيون عن السيطرة على ولاية أوهايو وبقية الشمال الغربي القديم لبريطانيا العظمى في عام 1763.
قبل الثورة الأمريكية، كانت بريطانيا تمارس سيادتها على ولاية أوهايو بشكل ضئيل من خلال إقامة حاميات ضعيفة في الحصون الفرنسية. خلف ولاية أوهايو مباشرة كانت عاصمة ميامي الكبرى كيكيونجا، التي أصبحت مركز التجارة والنفوذ البريطاني في ولاية أوهايو وفي جميع أنحاء إقليم الشمال الغربي المستقبلي. بموجب الإعلان الملكي لعام 1763، مُنع المستعمرون من الاستيطان في الأراضي البريطانية الواقعة غرب أبالاتشي. احتفظت معاهدة فورت ستانويكس في عام 1768 بشكل واضح بالأراضي الواقعة شمال وغرب ولاية أوهايو كأراضي للسكان الأصليين. ساهم الاحتلال العسكري البريطاني في المنطقة في اندلاع حرب بونتياك عام 1763. شاركت قبائل أوهايو في الحرب حتى توصلت حملة مسلحة في أوهايو بقيادة العميد هنري بوكيه إلى هدنة. أنهت حملة عسكرية استعمارية أخرى إلى ولاية أوهايو في عام 1774 حرب اللورد دنمور، التي بدأت بمذبحة يلو كريك في أوهايو. في عام 1774، أصدرت بريطانيا قانون كيبيك، الذي ضم رسميًا ولاية أوهايو وغيرها من الأراضي الغربية إلى مقاطعة كيبيك من أجل توفير حكومة مدنية ومركزية الإدارة البريطانية لتجارة الفراء في مونتريال. واستمر حظر الاستيطان غرب جبال الأبالاتشي، مما ساهم في الثورة الأمريكية.
مع بداية الحرب الثورية الأمريكية، أدت حركة السكان الأصليين والأمريكيين بين ولاية أوهايو والمستعمرات الثلاث عشرة إلى التوتر. أصبح حصن بيت في ولاية بنسلفانيا الحصن الرئيسي الذي بدأت فيه الرحلات الاستكشافية إلى أوهايو. تضمنت عمليات الاقتحام في المنطقة تحريك الجنرال إدوارد هاند عام 1778 لـ 500 رجل من رجال ميليشيا بنسلفانيا من فورت بيت باتجاه مدن مينغو على نهر كوياهوغا، حيث خزن البريطانيون الإمدادات العسكرية التي وزعوها على الأطراف المهاجمة الهندية، إضافة إلى غزو العقيد دانيال برودهيد عام 1780 وتدميره من العاصمة الهندية لينابي كوشوكتون؛ وهجوم مفرزة من مئة من قوات جورج روجرز كلارك التي تعرضت لكمين بالقرب من نهر أوهايو من قبل الهنود بقيادة جوزيف برانت في نفس العام، واعتقال وقتل 96 من دعاة السلام من مورافيا لينابي عام 1782 على يد رجال ميليشيا بنسلفانيا في مذبحة جنادينهوتن.
لم ينتصر المسرح الغربي نصرًا حاسمًا قط. في معاهدة باريس عام 1783، تنازلت بريطانيا عن جميع مطالباتها في ولاية أوهايو إلى الولايات المتحدة الجديدة بعد انتصارها في الحرب الثورية الأمريكية.

### الإقليم الشمالي الغربي
أنشأت الولايات المتحدة الإقليم الشمالي الغربي بموجب قانون الشمال الغربي لعام 1787. لم يكن مسموحًا بالعبودية في المنطقة الجديدة. بدأ الاستيطان بتأسيس ماريتا من قبل شركة أوهايو للشركاء، والتي شكلها مجموعة من قدامى المحاربين في الحرب الثورية الأمريكية. بعد شركة أوهايو، طالبت شركة ميامي بالقسم الجنوبي الغربي، وأجرت شركة كونيتيكت لاند مسح واستيطان في محمية كونيتيكت الغربية في شمال شرق أوهايو الحالية. بدأ المساحون الإقليميون من فورت ستوبين بمسح منطقة في شرق أوهايو تسمى النطاقات السبعة في نفس الوقت تقريبًا.
كان يشمل الإقليم الشمالي الغربي القديم في الأصل مناطق عُرفت سابقًا باسم ولاية أوهايو وبلدة إلينوي. بينما كانت ولاية أوهايو تستعد لإقامة دولة، أُنشئ إقليم إنديانا، مما أدى إلى تقليص حجم الإقليم الشمالي الغربي إلى حجم ولاية أوهايو الحالية تقريبًا بالإضافة إلى النصف الشرقي من شبه جزيرة ميشيغان السفلى والطرف الشرقي لشبه الجزيرة العليا وقطعة من جنوب شرق إنديانا تسمى «الجور».
واضطر تحالف القبائل الأمريكية الأصلية، المعروف باسم الكونفدرالية الغربية، إلى التنازل عن أراضي واسعة، بما في ذلك جزء كبير من ولاية أوهايو الحالية، في معاهدة جرينفيل في عام 1795.
وبموجب قانون الشمال الغربي، يمكن تحديد المناطق والاعتراف بها كدول بمجرد وصول عدد سكانها إلى 60 ألف نسمة. على الرغم من أن عدد سكان ولاية أوهايو كان 45 ألف فقط في ديسمبر 1801، قرر الكونغرس أنه كان ينمو بسرعة كافية وسرع العملية من خلال قانون التمكين لعام 1802. وفيما يتعلق بسكان ليني لينابي الأصليين، قرر الكونغرس تخصيص 10000 فدان على نهر موسكينغم في ولاية أوهايو الحالية وإعطاء ملكيتها إلى إخوان مورافيا، وهم مجتمع من الإخوان تابعين لحضارة الهنود وتعزيز المسيحية.

## المدن والبلدات الرئيسية
المدن الرئيسية في ولاية أوهايو مرتبة أبجديا:
| - أكرون/ 694,960 نسمة. - مدينة توليدو/ 659,188 نسمة. - مدينة ديتون/ 166,179 نسمة. - مدينة سبرنغفيلد/ 65,358 نسمة. - مدينة سنسناتي/ 331,285 نسمة. - مدينة كانتن/ 80,806 نسمة. - مدينة كليفلاند/ 478,403 نسمة. | - العاصمة كولومبوس/ 711,470 نسمة. - مدينة لايكود/ 56,646 نسمة. - مدينة لوراين/ 68,652 نسمة. - مدينة مانسفيلد/ 49,346 نسمة. - مدينة هاملتون/ 60,690 نسمة. - مدينة وارن/ 46,832 نسمة. - مدينة ينغستاون/ 82,026 نسمة. | - مدينة أوهايو/ |

«إحصائيات عدد السكان ماخوذة من الإحصاء الرسمي الأمريكي لعام 2000».

## المشاهير
لاعب كرة السلة ليبرون جيمس من مدينة آكرون المصارع دين امبروز من مدينة سينسيناتي
الفرقة الموسيقية توينتي ون بايلوتس من العاصمة كولومبوس، من مدينة كليفلاند مغني راب وكاتب أغاني وممثل ماشين غان كيلي